# SHERBET
《SHERBET》(일본어: シャーベット 샤벳토[*])는 Buono!의 두 번째 미니 음반이다. 2012년 8월 22일 발매되었다. 유통사는 Zetima다.

## 수록곡

### CD
1. FEVER
2. GO!GO! 고다(GO!GO! ゴーダ)
3. 첫사랑 사이다(初恋サイダー) (Album version)
4. 미래 드라이브(未来ドライブ)
5. BELIEVE★★★
6. 여름의 성공(夏の星空)
7. Never gonna stop!
BS JAPAN《볼링혁명 P★LEAGUE》의 엔딩 테마

### DVD
1. Never gonna stop! (Close-up BUONO! Ver.-type.01-)
2. 2012 프랑스 공연 밀착 도큐멘트